# Ringo Starr & His All Starr Band Live 2006
Ringo Starr & His All Starr Band Live 2006 es un álbum en directo del músico británico Ringo Starr, publicado por la compañía discográfica Koch Records en julio de 2008. 
Después del lanzamiento del álbum de estudio Choose Love, Starr salió de nuevo de gira con una novena edición de la All-Starr Band entre el 14 de junio y el 20 de julio de 2006 por los Estados Unidos. El álbum, grabado durante en el Mohegan Sun Casino de Uncasville, Connecticut, contó con la participación de músicos colaboradores como Billy Squier, Edgar Winter, Hamish Stuart, Richard Marx, Rod Argent y Sheila E. 
Dicha formación se caracterizó también por ser la primera tras la ruptura de Ringo con su habitual colaborador y productor Mark Hudson, quien declinó participar en ella y no volvió a colaborar en posteriores trabajos del músico como Liverpool 8 y Y Not.

## Lista de canciones
| N.º | Título                                                                     | Escritor(es)                                 | Duración |  |
| 1.  | «Introduction» («With a Little Help from My Friends»/«It Don't Come Easy») | Lennon-McCartney/Richard Starkey             | 3:57     |  |
| 2.  | «What Goes On»                                                             | John Lennon, Paul McCartney, Richard Starkey | 3:12     |  |
| 3.  | «Honey Don't»                                                              | Carl Perkins                                 | 2:35     |  |
| 4.  | «Everybody Wants You»                                                      | Billy Squier                                 | 5:20     |  |
| 5.  | «Free Ride»                                                                | Daniel Earl Hartman                          | 4:40     |  |
| 6.  | «A Love Bizarre»                                                           | Prince, Sheila E.                            | 4:24     |  |
| 7.  | «Dont Mean Nothing»                                                        | Richard Marx, Bruce Gaitsch                  | 5:09     |  |
| 8.  | «She's Not There»                                                          | Rod Argent                                   | 4:17     |  |
| 9.  | «Yellow Submarine»                                                         | Lennon/McCartney                             | 3:40     |  |
| 10. | «Frankestein»                                                              | Edgar Winter                                 | 8:00     |  |
| 11. | «Photograph»                                                               | Richard Starkey, George Harrison             | 6:25     |  |
| 12. | «Should've Known Better»                                                   | Richard Marx                                 | 4:02     |  |
| 13. | «The Glamorous Life»                                                       | Sheila Escavado                              | 3:02     |  |
| 14. | «I Wanna Be Your Man»                                                      | Lennon/McCartney                             | 3:26     |  |
| 15. | «Rock Me Tonite»                                                           | Billy Squier                                 | 6:20     |  |
| 16. | «Hold Your Head Up»                                                        | Rod Argent, Chris White                      | 3:52     |  |
| 17. | «Act Naturally»                                                            | Johnny Russell, Voni Morrison                | 3:00     |  |
| 18. | «With a Little Help From My Friends»                                       | Lennon/McCartney                             | 5:49     |  |

## Personal
- Ringo Starr: batería y voz
- Rod Argent: teclados y voz

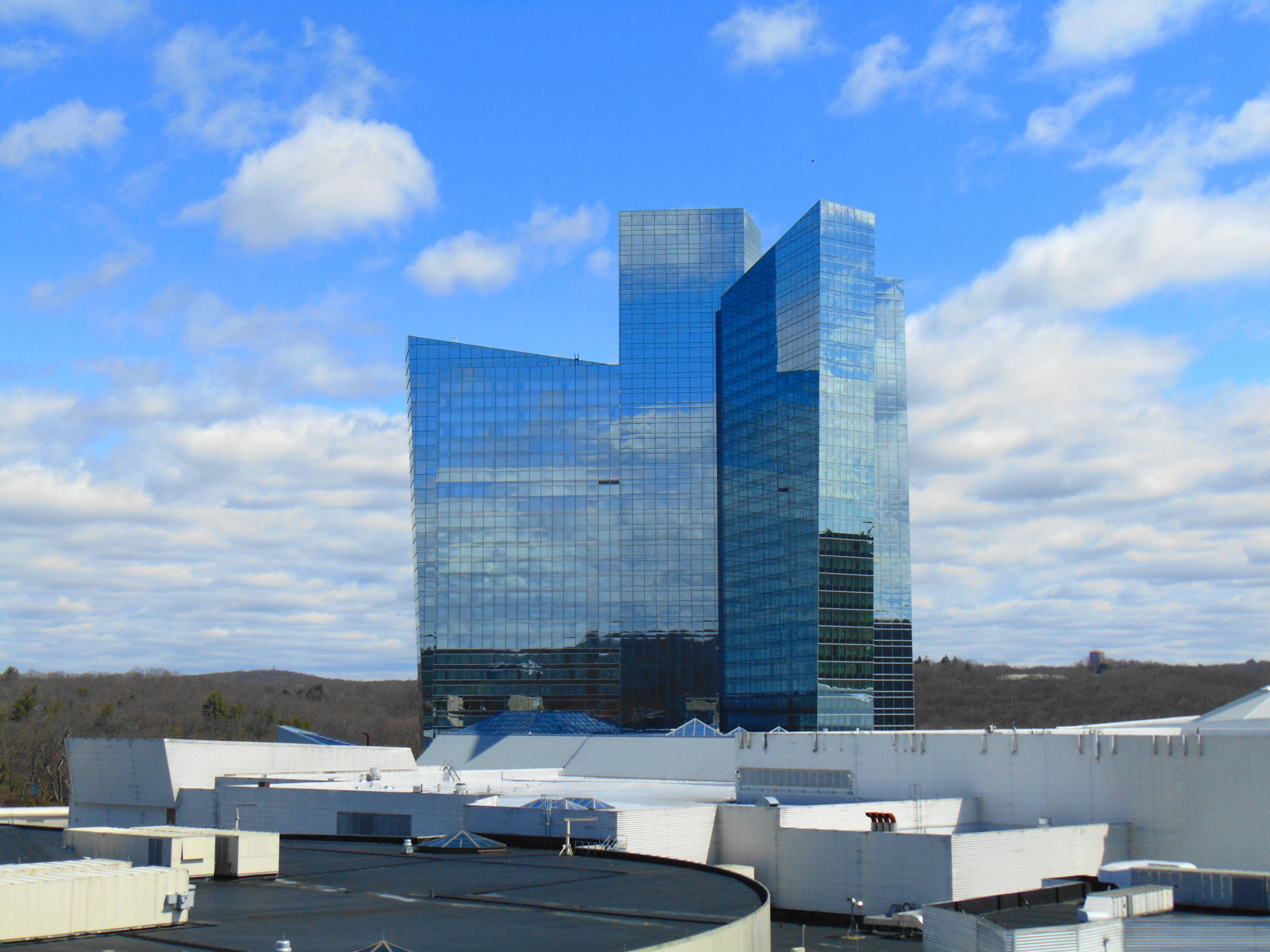
Mohegan Sun Casino en Uncasville.

- Sheila E.: batería, percusión y voz
- Richard Marx: guitarra, teclados y voz
- Billy Squier: guitarra y voz
- Hamish Stuart: bajo y voz
- Edgar Winter: teclados, saxofón y voz